# Tom De Meyer
Tom De Meyer (né le 31 août 1977 à Wuustwezel,) est un coureur cycliste belge, qui possède aussi la nationalité néerlandaise. Durant sa carrière, il a remporté une étape de la Flèche du Sud en 2005. Il s'est également imposé sur diverses courses amateurs en Belgique et aux Pays-Bas.

## Palmarès

### Par année
- 2002
  - 2e du Grand Prix de Beuvry-la-Forêt
  - 3e des De Drie Zustersteden
- 2003
  - Wim Hendriks Trofee
  - 2e de la Ronde du Canigou
  - 2e du Tour de la province d'Anvers
- 2004
  - Zuidkempense Pijl
  - Wim Hendriks Trofee
  - 3e de l'Omloop van de Braakman
  - 3e du Dorpenomloop Rucphen
- 2005
  - 2e étape de la Flèche du Sud
  - 2e du Grand Prix Etienne De Wilde

### Classements mondiaux
| Année           | 2005 | 2006 |
| --------------- | ---- | ---- |
| UCI Europe Tour | 692e | 829e |